# Omezení rychlosti na pozemních komunikacích v Česku

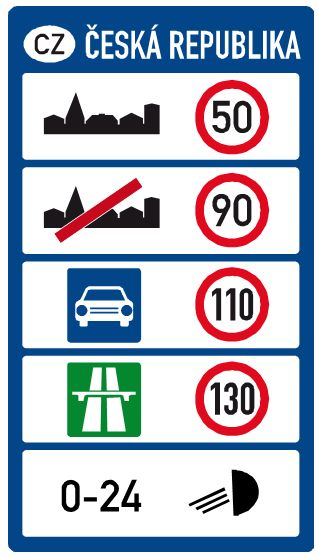
Zákonem stanovené omezení rychlosti, jak platí od 1. ledna 2016. Na značce není uvedeno omezení na dálnici v obci do 80 km/h a nákladních automobilů nad 3500 kg do 80 km/h.

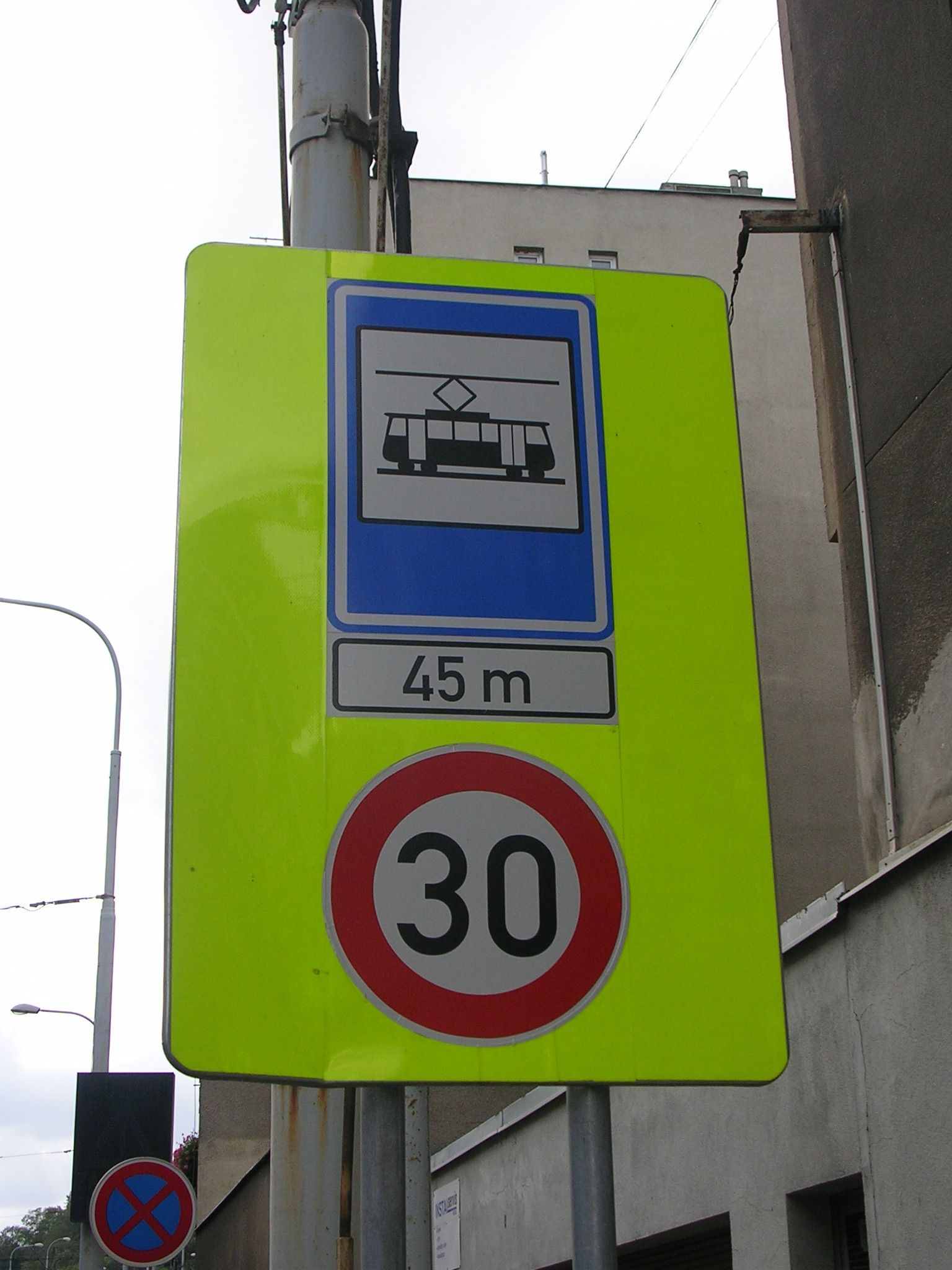
Dopravní značení upravující rychlost jedoucích vozidel na 30 km/h před zastávkou tramvaje

Na českém území platí omezení rychlosti jízdy v obcích nejméně od roku 1900, od roku 1905 a poté znovu od 1. srpna 1979 byla omezení vyhlášena i pro úseky mimo obec. Nejvyšší rychlostní limit pro jízdu v obcích (60 km/h) platil v letech 1976–1996 a nejvyšší pro jízdu na dálnicích (bez omezení) platil v letech 1971–1979.

## Historie
Vyhláška o jízdě silničními parostroji byla v Rakousko-Uhersku vydána v roce 1875. Navazující nařízení c. k. místodržitele v království Českém z 29. ledna 1900 (prozatímní ustanovení o jízdě vozy automobilními a koly motorovými na veřejných silnicích a cestách, a to pokud se týče silnic a cest neerárních ve shodě se zemským výborem království Českého) pro toto království s vyloučením Královského hlavního města Prahy a pražského policejního rayonu stanovilo, že
- rychlost jízdy nesmí býti v uzavřených osadách větší, než kolik obnáší rychlost koně v čerstvém klusu (§ 23)
- vně osad uzavřených může býti rychlost jízdy o něco zvětšena, pouze však na rovných, širokých a málo oživených silnicích po rovině (§ 23)
- rychlost jízdy budiž zmenšena a bylo-li by toho třeba, vůz automobilní (kolo motorové) zcela zastaven, lekají-li se blížením takového vozu koně a jinaká zvířata a mohly-li by se tím způsobiti nepořádek nebo neštěstí (§ 24)
- o trzích, v úzkých ulicích, kde dva vozy vedle sebe nemohou jeti, dále kde silnice jest zahražena, v prudkých zatáčkách silničních a na křižovatkách, na mostech, jež nejsou zbudovány veskrze ze zdiva, na prudkých srázích silnic atd., nesmí se jezditi rychleji, než jak jde chodec (§ 25)

Nařízení ministeria vnitra ve shodě s ministeriem finančním č. 156 ze dne 27. září 1905, jímž se vydávají bezpečnostní ustanovení policejní pro jízdu automobilů a motorových kol, sjednotilo právní regulaci silniční dopravy v Předlitavsku (vydáno v částce LXII Zákonníku říšského pro království a země v radě říšské zastoupené, účinnosti nabylo tři měsíce po vyhlášení). Oddíl VI. (§ 38 – 46) obsahuje bezpečnostní předpisy pro jízdu (pravidla provozu).
- § 38 stanovil: „Jízdní rychlost budiž zvolena za všech okolností tak, aby byl řidič pánem své rychlosti a aby bezpečnost osob a majetku nebyla ohrožována. Řidič vozidla má zmírniti přiměřeně jízdnou rychlost, třeba-li také zůstati státi a zaraziti motor, kdyby nehody nebo poruchy dopravy mohly býti způsobeny jeho vozidlem. Těchto opatrností budiž zejména šetřeno, blíží-li se zapřažené vozy nebo hnaný dobytek.“
- Konkrétní limity pro některé případy stanovil § 39: „Rychlost jízdy v uzavřených osadách nesmí býti nikdy větší nežli 15 kilometrů za hodinu (rychlost lehkého rychlého povozu). Mimo uzavřené osady jízdná rychlost nesmí býti stupňována přes 45 kilometrů za hodinu. Nikdy rychleji nežli 6 kilometrů za hodinu (tempo koně v kroku) nesmí býti ježděno: když mlhavé počasí zamezuje rozhled do dálky, jakož i na takových místech, kde silnice nemůže býti přehlédnuta, jako zejména na křižovatkách, při silných záhybech silnice, při vjíždění do vrat, vyjíždění z domů, pak na mostech, v úzkých ulicích, kde dva vozy nemohou vedle sebe jeti, při kromobyčejné živosti cesty a při velikém nahromadění lidu.“

Československý zákon č. 81/1935 Sb., o jízdě motorovými vozidly, a vládní nařízení 203/1935 Sb. v uzavřených osadách omezily rychlost na 35 km/h. Zároveň bylo stanoveno, že motorová vozidla s více než jedním vlečným vozem nemají rychlost stupňovat přes 35 km/h a autobusy a nákladní automobily přes 50 km/h. Autobusy na pravidelných linkách mohly s povolením úřadů mimo uzavřené osady jezdit i vyšší rychlostí.
Za protektorátu Čechy a Morava vyšla vyhláška č. 286/1942 Ú. n., o přípustné rychlosti jízdy osobními motorovými vozidly.
Zákon č. 56/1950 Sb. omezil rychlost za husté mlhy do 25 km/h a rychlost na železničním přejezdu do 15 km/h,
Vyhláškou č. 196/1953 Ú. l. byla vyjmenována místa, kde musí řidič jet „mírnou rychlostí“, tedy do 15 km/h: při jízdě podél průvodů, přes přechody pro chodce, při vjíždění na silnici, při průjezdu mimo stojící hromadné dopravní prostředky, kolem míst, kde se na silnici pracuje, na kluzké vozovce a všude tam, kde je zvýšený provoz chodců.
Podle § 20 vyhlášky č. 141/1960 Sb. s účinností od 1. ledna 1961 musel řidič rychlost jízdy přizpůsobit okolnostem, zejména hustotě provozu, viditelnosti, stavu vozidla jakož i stavu a povaze silnice. Zároveň bylo stanoveno omezení rychlosti v obci do 50 km/h s tím, že může být dopravní značkou vyznačena vyšší rychlost. Zároveň vyhláška stanovila, že od 23 do 5 hodin neplatí omezení rychlosti v obci ani omezení rychlosti dopravní značkou. Rychlost autobusů a vozidel nad 3,5 tuny byla omezena do 80 km/h.
Podle § 9 vyhlášky 80/1966 Sb. s účinností od 1. ledna 1967 musel řidič rychlost jízdy přizpůsobit okolnostem, zejména stavebnímu stavu a povaze silnice, rozhledové vzdálenosti a situaci v silničním provozu. V obci byla v období od 5 do 23 hodin omezena rychlost všech vozidel do 50 km/h. Rychlost motocyklů a motorových vozidel o celkové váze přes 3500 kg byla omezena do 80 km/h; toto omezení neplatilo mimo obec pro ty autobusy, ve kterých se nesměly přepravovat stojící osoby. Ve vzdálenosti 30 m před přejezdem a při jeho přejíždění platilo omezení rychlosti do 30 km/h; Podle § 20 vyhlášky 80/1966 Sb.s účinností od 1. ledna 1961 autobusy a nákladní automobily nebo traktory přepravující osoby však musely před přejezdem povinně zastavit. Rychlost při vlečení nesměla přesáhnout 50 km/h. Rychlost nákladního automobilu hromadně přepravujícího osoby na ložné ploše nesměla překročit 50 km/h, rychlost traktoru přepravujícího osoby na přívěsu 20 km/h.
Novelizační vyhláška č. 42/1971 Sb. s účinností od 1. července 1971 v novém § 50 stanovila, že na dálnici a na silnici vyhrazené pro provoz motorových vozidel neplatí omezení rychlosti motorových vozidel o celkové váze přes 3500 kg a motocyklů do 80 km/h. Tím se tedy na dálnicích odstranilo omezení rychlosti mimo obec pro kamiony a motorky (č. 80/1966 Sb. § 9 odst. 4) a na dálnicích neplatila žádná obecná omezení rychlosti.
Podle § 12 vyhlášky č. 100/1975 Sb. s účinností od 1. ledna 1976 musel řidič rychlost jízdy přizpůsobit zejména svým schopnostem, vlastnostem vozidla a nákladu, povětrnostním podmínkám a jiným předvídatelným okolnostem a jen takovou rychlostí, aby mohl zastavit na vzdálenost rozhledu. Konkrétní omezení rychlosti mimo obec nebylo obecně stanoveno (bylo vypuštěno dosavadní omezení pro motocykly a nákladní automobily nad 3,5 t), nesměla však být překročena nejvyšší povolená rychlost vozidla, resp. žádného z vozidel jízdní soupravy. V obci byla rychlost omezena jen v době od 5 do 23 hodin, a to do 60 km/h (byla tedy zvýšena z dosavadních 50 km/h). Pokud však byla omezena rychlost dopravní značkou, tak nyní toto omezení na rozdíl od dřívějška platilo již i v noci. Omezení rychlosti na železničním přejezdu na 30 km/h platilo jako dosud, avšak přibyla možnost, že pokud bliká bílé světlo, je rychlost omezena jen na 50 km/h v úseku 50 m. Při přepravě více než 6 osob v ložném prostoru nákladního automobilu byla omezena rychlost do 60 km/h (zvýšeno z dosavadních 50 km/h), při přepravě na nákladním přívěsu traktoru do 20 km/h (až do konce roku 2000). Rychlost vlečení byla omezena do 60 km/h (zvýšeno z dosavadních 50 km/h).
Novelizační vyhláškou č. 70/1979 Sb. s účinností od 1. srpna 1979 byla rychlost osobního a osobního dodávkového vozidla omezena na 90 km/h (na dálnici na 110 km/h), rychlost autobusů dálkové veřejné dopravy osob do 90 km/h, rychlost motocyklů a rychlost nákladních a speciálních automobilů o hmotnosti do 6000 kg do 80 km/h, rychlost nákladních a speciálních automobilů o hmotnosti nad 6000 kg a rychlost autobusů veřejné a závodové dopravy osob do 70 km/h, pro vozidla ozbrojených sil, ozbrojených sborů a pro zkušební vozidla tato omezení neplatila. Omezení rychlosti v obci od 5 do 23 hodin do 60 km/h zůstalo beze změny.
Podle § 16 vyhlášky č. 99/1989 Sb. s účinností od 1. ledna 1990 musel řidič rychlost jízdy přizpůsobit zejména svým schopnostem, vlastnostem vozidla a nákladu, povětrnostním podmínkám a jiným předvídatelným okolnostem a jet jen takovou rychlostí, aby mohl zastavit na vzdálenost rozhledu. Řidič autobusu a motorového vozidla do 3500 kg mohl jet rychlostí 90 km/h, na dálnici nebo silnici pro motorová vozidla 110 km/h, řidič motocyklu nejvýše rychlostí 90 km/h, řidič jiného motorového vozidla nejvýše rychlostí 80 km/h.
rychlost vlečení omezena do 60 km/h. Tato omezení nebylo možno dopravní značkou zvýšit. V obci byla rychlost všech vozidel omezena do 60 km/h (tentokrát již nepřetržitě, i v noci), na dálnici nebo silnici pro motorová vozidla v obci do 80 km/h a tato omezení bylo možno dopravní značkou zvýšit až do limitů platných mimo obec. V obytné a pěší zóně (nově zavedených) byla rychlost omezena do 20 km/h.
Novelizační vyhláškou č. 223/1997 Sb., účinnou od 1. října 1997 byla rychlost v obci snížena ze 60 na 50 km/h a rychlost na dálnici i silnici pro motorová vozidla mimo obec zvýšena ze 110 na 130 km/h; motocykly byly postaveny na roveň ostatním motorovým vozidlům do 3500 kg.
Od 1. ledna 2001 je nejvyšší dovolená rychlost na pozemních komunikacích stanovena  v § 18 zákona č. 361/2000 Sb., který v zásadě převzal úpravu z předchozího zákona. 
Od 1. ledna 2001 byla zákonem č. 361/2000 Sb. přeprava osob v ložném prostoru nákladního automobilu nebo přívěsu traktoru zakázána. Omezená rychlost před železničním přejezdem byla sjednocena na úsek 50 m před přejezdem.
Do 1. května 2008 platila pro některé případy výjimka z povinnosti připoutání dětí bezpečnostním zádržným systémem za podmínky omezení rychlosti daného vozidla do 70 km/h (§ 6 odst. 3 písm. c) zák. 361/2000.
Na silnici pro motorová vozidla platila do konce roku 2015 stejná omezení jako na dálnici, od 1. ledna 2016 byla v souvislosti s rekategorizací komunikací snížena nejvyšší dovolená rychlost ze 130 km/h na 110 km/h.

## Současná úprava
Rychlost jízdy musí řidič přizpůsobit zejména svým schopnostem, vlastnostem vozidla a nákladu, předpokládanému stavebnímu a dopravně technickému stavu pozemní komunikace, její kategorii a třídě, povětrnostním podmínkám a jiným okolnostem, které je možno předvídat. Smí jet jen takovou rychlostí, aby byl schopen zastavit vozidlo na vzdálenost, na kterou má rozhled. Řidič nesmí překročit nejvyšší povolenou rychlost vozidla, resp. žádného z vozidel jízdní soupravy. Řidič také nesmí omezovat plynulost provozu bezdůvodně pomalou jízdou ani pomalým předjížděním ani bezdůvodně náhle snižovat rychlost nebo zastavovat.
V obci (tedy úseku komunikace vymezeném dopravními značkami „obec“ a „konec obce“) nesmí řidič žádného vozidla překročit rychlost 50 km/h, na dálnici a silnici pro motorová vozidla v obci 80 km/h. Z omezení mají výjimku vozidla s právem přednostní jízdy se zapnutým výstražným světlem modré, nebo modré a červené barvy. Výjimku mají některá vozidla zpravodajských, policejních a celních orgánů.
Řidič motorového vozidla o maximální přípustné hmotnosti nejvýše 3500 kg (tedy i řidič osobního automobilu) a řidič autobusu kromě výše uvedených omezení nesmí překročit rychlost 90 km/h, na silnici pro motorová vozidla 110 km/h a na dálnici 130 km/h.  Řidič jiného motorového vozidla (tedy nákladního nebo speciálního vozidla o maximální přípustné hmotnosti přes 3500 kg) nesmí překročit rychlost 80 km/h. Na řidiče nemotorových vozidel se žádné z těchto omezení rychlosti nevztahuje. Při použití sněhových řetězů nesmí být rychlost vyšší než 50 km/h. Z omezení mají výjimku vozidla s právem přednostní jízdy (s modrým majákem), řidiči zpravodajských služeb, stanovených útvarů policie a celních orgánů. Na jezdce na zvířatech se § 18 zákona 361/2000 Sb. vůbec nevztahuje, takže jejich rychlost není omezena ani v obci ani mimo obec. Vedená nebo hnaná zvířata nesmí překročit rychlost chůze.
Na kterémkoliv úseku může být z mnoha důvodů nejvyšší dovolená rychlost dopravním značením snížena, tak aby byla doprava efektivnější a bezpečnější. Např. při přejezdu přechodu pro chodce v blízkosti škol, při úpravách na vozovce apod. Nejvyšší dovolená rychlost v obci může být dopravní značkou zvýšena, a to nejvýše o 30 km/h.
Při vlečení motorového vozidla se podle § 34 zákona č. 361/2000 Sb. smí jet rychlostí nejvýše 60 km/h.
V obytné, pěší a sdílené zóně smí jet řidič podle § 39 a § 39a nejvýše rychlostí 20 km/h.
V úseku 50 m před železničním přejezdem a při jeho přejíždění nesmí být rychlost vyšší než 30 km/h, pokud však svítí přerušované bílé světlo přejezdové signalizace, je tento limit 50 km/h (§ 28 zák. 361/2000 Sb.).